# كاليب شابمان
كاليب شابمان (بالإنجليزية: Caleb Chapman)‏ هو رائد أعمال وموسيقي أمريكي، ولد في 15 أغسطس 1973 في نيوهامبشير في الولايات المتحدة.

## وصلات خارجية
- كاليب شابمان على موقع ميوزك برينز (الإنجليزية)
- كاليب شابمان على موقع ديسكوغز (الإنجليزية)